# Andreas Tottie
Lars Henry Andreas Tottie, född 15 maj 1968, är en svensk skådespelare, komiker och manusförfattare.

## Filmografi
Källa:

### Skådespelare
- 1997 – Bröderna Fluff (TV-serie) – Baloo Tupé (i säsong 1)
- 2003 – Hem till Midgård (TV-serie) – Bert (i avsnittet Trälen)
- 2009 – Sommaren med Göran – En midsommarnattskomedi – festkille
- 2012–2015 – Partaj (TV-serie) – olika roller
- 2013–2020 – Café Bärs (TV-serie) – Hasse Hansson och Janne Jansson
- 2013 – Familjen Holstein-Gottorp (TV-serie) – journalist (i det första avsnittet)
- 2016 – Jävla klåpare (TV-serie) (i det första avsnittet)

### Manusförfattare
- 2003 – Män emellan (TV-serie)
- 2004 – Kvinnor emellan (TV-serie)
- 2005 – Hey Baberiba (TV-serie)
- 2010 – Välkommen åter (TV-serie)
- 2012–2015 – Partaj (TV-serie)
- 2016 – Jävla klåpare (TV-serie)
- 2016–2019 – Finaste familjen (TV-serie)
- 2019 – Heder (TV-serie)
- 2019–2020 – Mumbo jumbo (TV-serie)
- 2022 – Sommaren med släkten (TV-serie)